# Costa Rica ai Giochi della XI Olimpiade
La Costa Rica partecipò ai Giochi della XI Olimpiade, svoltisi a Berlino, Germania, dal 1º al 16 agosto 1936, con una delegazione di un solo atleta, lo schermidore Bernardo de la Guardia. Questa è stata la prima partecipazione del paese centro-americano ai Giochi olimpici.